# 培训经理
培训经理就是管理企业内部培训资源的经理人角色，通过建立企业培训体系，管理内外部培训资源，开发和独立授课，从人力资源培训团队的角度来支持一个团队的知识结构，进而对于绩效起到辅助作用。培训经理岗位西方管理学通过大量的实践和演化从人事管理范畴当中构建出来的。
培训经理大体上分为两类，一类是专业化较强的培训经理队伍，偏重于业务，必须有销售业务基础，可以在培训的基础上对销售行为进行指导和改善，岗位名称也叫做销售培训经理，此岗位业绩考核不仅涉及培训改善绩效，甚至在有的企业还和销售业绩挂钩，是综合性强，实战意义明显的培训经理类型。
还有一类培训经理偏重于管理，对于生产、销售、科研等等运营所涉及的培训工作进行整体统筹安排，并安排内外部培训师资源进行对企业不同模块不同岗位不同人群的培训目标提升，往往是一个集团或者一个事业部的培训一把手和最终负责人。
这两类培训经理前者偏向业务，后者偏向管理。但两者也会因公司需要不同进行相应岗位或者岗位职能转变。